# Daru
Daru é a capital da província ocidental de Papua-Nova Guiné. O município está totalmente localizado em uma ilha que leva o mesmo nome, que está localizado perto da foz do rio Fly, no lado ocidental do Golfo de Papua, ao norte do estreito de Torres e extremo norte de Queensland. Daru tem aproximadamente a mesma população que Tabubil e é o segundo maior assentamento do litoral sul da Papua-Nova Guiné depois de Port Moresby.
A língua do povo Daru é língua Kiwai (South-West Coastal Kiwai), também falado em aldeias vizinhas do continente (o nome Kiwai vem da Ilha Kiwai ainda mais no noroeste do rio Fly delta). No entanto, a estabelecimento dos Kiwai de Daru é bastante recente. Os habitantes originais, os Hiamo, eram indígenas da região Ocidental-Central do Estreito de Torres originalmente da Ilha Yama no Estreito de Torres. Com as colonizações Kiwai, o principal grupo de pessoas Hiamo mudou para o sul do Estreito de Torres e colonizaram o grupo Muralag.